# Prix Drainie-Taylor
 (février 2024).
Si vous disposez d'ouvrages ou d'articles de référence ou si vous connaissez des sites web de qualité traitant du thème abordé ici, merci de compléter l'article en donnant les références utiles à sa vérifiabilité et en les liant à la section « Notes et références ».
Le prix Drainie-Taylor est une récompense littéraire canadienne pour une œuvre littéraire biographique. Il est présenté par la Société d'encouragement aux écrivains du Canada (en) pour la meilleure œuvre biographique, autobiographique ou la meilleure mémoire personnelle de l'année rédigée par un écrivain canadien. 
Ce prix fut créé en 1998 en hommage au producteur de cinéma Nat Taylor (Nathan A. Taylor) et à l'acteur John Drainie (1916-1966), dont la veuve — l'actrice Claire Drainie Taylor — s'est remariée avec Nathan A. Taylor.
Le premier prix est décerné en novembre 1999. Pour le reste de l'existence du prix, il est décerné au printemps de l'année suivant celle au cours de laquelle les œuvres éligibles sont publiées. Le dernier prix est décerné en mars 2006 récompensant des œuvres publiées en 2005.
Le prix n'est plus décerné après 2006, laissant place à un ensemble de prix pour la littérature de non-fiction,.

## Lauréats
- 1999 : François Ricard, Gabrielle Roy : Une vie
- 2000 : Trevor Herriot, River in a Dry Land : A Prairie Passage
- 2001 : Ken McGoogan, Fatal Passage
- 2002 : Warren Cariou, Lake of the Prairies : A Story of Belonging
- 2003 : Geoffrey Stevens, The Player : The Life and Times of Dalton Camp
- 2004 : Peter C. Newman, Here Be Dragons : Telling Tales of People, Passion and Power[5]
- 2005 : Nelofer Pazira, A Bed of Red Flowers: In Search of My Afghanistan